# Суррей (Британська Колумбія)

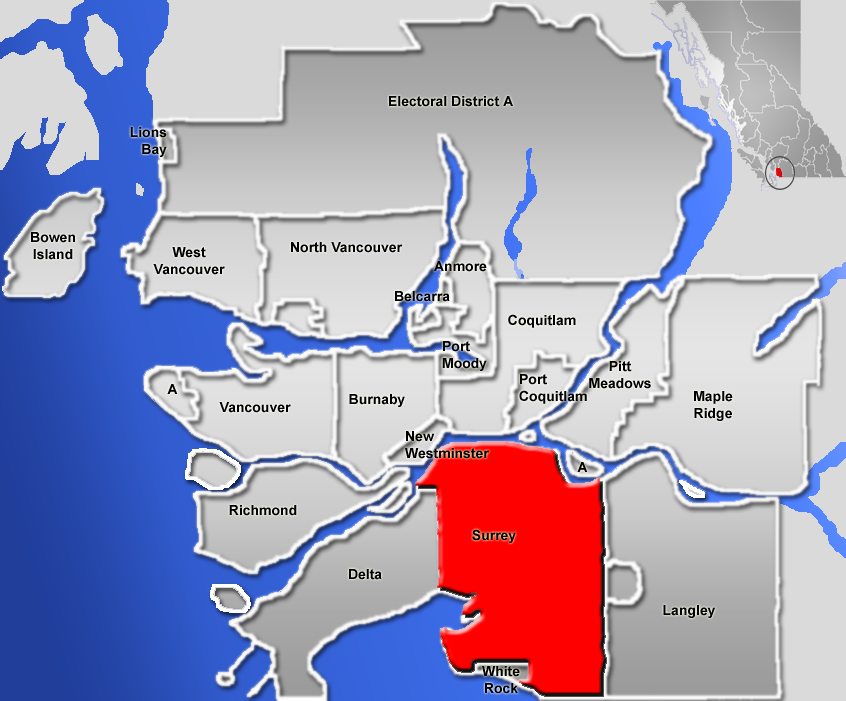
Суррей на карті Британської Колумбії

 Су́ррей (англ. Surrey) — місто з площею 316,41 км² в провінції Британській Колумбії у Канаді (49°11′0″ пн. ш. 122°51′0″ зх. д. / 49.18333° пн. ш. 122.85000° зх. д.), що входить до агломерації Ванкувера.
Місто налічує 468,2 тис. мешканців (2011 р.), густота населення складає 1479,9 осіб/км².